# 坐姿與健康
坐姿與健康有密切關係，是许多医学专家，人体工程学设计专家近年来研究较为广泛的方面。 现代社会中，人们一天需要坐着的时间很多，比如坐着吃饭、坐车、坐着看电视、坐着工作学习等。有研究表明，久坐是造成骨骼肌肉系统疾病的重要诱因之一，但是和搬运等重劳力活动的风险相比，久坐的危害并没有被完全认识。久坐不动会引发许多健康问题，如腰腿痛、心血管疾病等，以3个月为例，平均四分之一的美国成年人至少会有一次腰痛的症状。特别是不良姿势的久坐，会提高身体患腰腿痛、关节炎、血栓、腰椎间盘突出、脊柱变形、颈椎骨刺、身体缺氧、前列腺问题和直肠癌等疾病的风险。虽然目前医学界并没有完全了解久坐不动和骨骼肌肉系统疾病之间的具体联系，但是目前已有的许多研究证明久坐和身高体重指数（MRI）、癌症、心血管疾病、糖尿病和死亡率等在一定程度上的关系，另外一些远景调查也发现久坐和糖尿病死亡率之间的关系。美国癌症研究协会在14年间调查研究了12万人的健康生活状况后认为每天处于坐位的时间大于6小时可能会增加死亡的风险。中国传统的中医學著作《黄帝内经》也提到“久坐伤肉”(古代席地而坐，原沒有椅子)会使肌肉松弛、血脉不畅、无精打采、大脑供血不足以及心脏功能降低等障碍。

## 不健康的坐姿

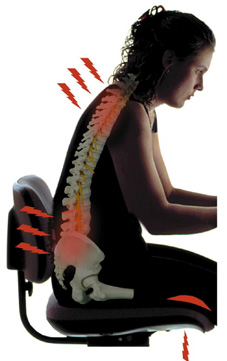
伏案时的错误坐姿

一般人们坐着的姿势都不太正确，靠着桌子、弯腰驼背、翘着二郎腿等。这些姿势都有一些共同点，腰曲前凸的变成了向后凸，椎间盘所受的压力不均，韧带、肩部肌肉关节紧张，臀部承受不舒服的压力，躯干和大腿间的角度等于或者小于90度，膝关节的角度处于小于90度的紧张状态，这些姿势几乎将上半身所有的重量全部集中于第4、5节的腰椎上。
坐在普通的椅子上，大腿和躯干几乎呈直角，这一姿势会导致骨盆向后倾斜，而站立时骨盆往前倾斜。向后倾斜30度的骨盆几乎使骶骨底部弯曲到与地面平行的水平位置，从而使人不自觉地弯腰驼背。如果桌面设计不科学，如使用与地面平行的水平面设计的桌子，那么伏案工作往往会加剧弯腰驼背的程度 。特别是长时间久坐的人群，心脏跳动的频率下降，血液循环减缓，血液循环是传输人体所需的氧气和养分的重要一环，身体供氧充足是正常生理机能和新陈代谢的前提。除了血液循环，淋巴系统是另一重要的系统，它参与机体的免疫动能，是机体重要的防御装置 。淋巴系统的组织液含量是血液的3倍，且因为淋巴系统没有类似心脏的器官，所以主要是依靠肌肉的活动来促进淋巴管内组织液的循环 。淋巴的主要功能是通过组织液的渗透和循环能排出对身体的有害物质，比如长时间乘坐飞机、火车后，双腿常常会水肿，因为久坐时身体相对处于静止状态，且姿势不正确，导致淋巴阻塞、组织液在下肢的聚集，引发水肿。若為較好的辦公椅電腦椅，經由計算過的人體工學椅角度，能明顯改善坐姿。
弯腰驼背的懒散姿势同样还会导致胸部和腹部的空间减少，影响呼吸和消化系统的功能；另外还会导致身体的平衡性被打破，长时间低头伏案工作会使颈椎受力不均，压迫颈部肌肉拉伸。假设高尔夫球杆是人的脖子，高尔夫球是人的头，那么在脖子周围的肌肉和韧带必需尽力拉着头才能避免滚下来。长时间保持这样的姿势，会使身体局部用力过度，肌肉紧张和疼痛；如果长期保持这样的姿势，身体将会无法恢复自然的姿势，特别是对于处于身体发育期的孩子，身体仪态对今后的学习生活同样非常重要。
“坐如钟"在许多人眼里都是标准的坐姿，但是从科学的角度来说这样的坐姿实际上没有依据 。例如，当从站姿转换成坐姿时，髋关节呈60度，骨盆向后倾斜，腰曲消失，背部弯曲30度，同时背部肌肉被拉紧。当伏案工作时，身体还需再倾斜40－50度，弯曲主要发生在第4、5节腰椎上，伏案工作时因此几乎用不到靠背。
此外，身体处于坐位时大腿下侧和骨盆底部也会受到压迫。男性坐着时可以通过向前倾斜身体而感到这些压力对胯部的影响。目前虽然对直接关于胯部坐压和健康间有关系的研究较少，但也不乏间接关于自行车运动和男性性功能障碍相关的研究，这些研究或许可以给臀部坐压对健康影响带来一些启发。
有调查人员对自行车运动俱乐部的1000名男性会员的问卷调查表明了自行车运动和男性性功能障碍间流行病学的联系，其中4.21%的会员有性功能障碍的症状，而少骑自行车男性跑步运动员参照组的比例只有1.12% 。另外，研究人员还发现骑自行车的强度（包括每周的时长，里程以及职业运动年龄和距离）和泌尿系统问题，包括性功能障碍以及会阴部麻木等问题有直接的相关性 。处于坐位时施加于会阴部的坐压，特别是久坐，会压迫耻骨联合的下方的“阿尔科克管”（内含负责向阴茎供血的动脉以及阴部神经），对生殖器官的供血造成不利的影响。因“阿尔科克管”是阴部血管的必经之路，所以身体重量对该管造成的压迫还会造成阴茎深动脉感觉异常以及与神经中枢的信息交换受阻。

## 符合人体工学的坐姿
符合人体工学的坐姿，又称最理想的坐姿，是坐具设计的重要目标之一。如果没有有利的支撑或者是平衡，处于坐位时身体很难长时间保持直立。加拿大和苏格兰专家的联合研究得出 ，最健康的坐姿是身体躯干和大腿保持135度的姿势，这样可以减少椎间盘所承受的压力，且周围的肌肉和韧带也能相对更为放松。当人体站立时，椎间盘所承受的平均压力为100psi（100磅每平方英寸），而坐着的压力为150psi，弯腰驼背时则高达185psi ，虽说135度的坐姿对椎间盘的压力最小，但也有人质疑近似躺着的坐姿因无配套的桌子， 同样会使颈部拉伸过度，对颈椎和颈部肌肉都不利。因此如果要推行135度的坐姿的坐具，后续配套的家具行业也要做出相当大的改进。
1953年的一次X光扫描人体的实验（J. J. Keegan），测量了从站姿转换到弯腰驼背的坐姿，发现身体变形最明显的部位是脊柱。当人侧躺时的脊柱的自然形状，和扎马步半蹲时几乎一致，腰曲保持前凸，肌肉放松，身体能够保持平衡。坐姿若能保持和半蹲扎马步一样，那更适合脊柱的生理构造，更好地承受身体的重量。向前倾斜设计的坐具能够促进身体保持自然的姿势，脊柱能够自然地保持直立和平衡，周围的肌肉群能有效放松，关节间的角度打开后也能得到放松。这一姿势同样还能保证身体的移动性，并能缓解因含胸驼背对肺部和腹部的压迫 。骑马时骑士的身体都能保持自然挺立，是因为腰曲自然前凸，双腿向下倾斜，支撑的肌肉保持平衡。这一平衡的姿势不但能够促进人们工作的效率，并能有效保持身体健康。
保持上述的健康坐姿的解决途径之一是选择马鞍椅，设计科学的马鞍椅可以帮助人们保持健康的坐姿，使躯干和大腿间的夹角呈135度。人们的误解之一是马鞍椅没有扶手或靠背，实际上如果坐着时人的身体能保持平衡，就和站立时一样，并不需要其他支撑来保持平衡。另外为了避免不健康的坐压对生殖健康的影响，选用两瓣式的马鞍椅会比普通的马鞍椅更健康。对于一些需要长期骑自行车的人来说，两瓣分体式的自行车坐垫也是明智的选择。
除了保持健康的姿势以外，移动性也是符合人体工学椅設計应考虑的要求之一，比如伸懒腰，起身和坐下动作间的转换以及滑动都应该是简便的。因为当人处于坐位时身体也处于相对静止的状态，神经末梢（感受器和肌肉）感应也相对不灵敏，这反过来又影响脊柱神经的信息传导。椎间盘的生理循环和新陈代谢较弱，椎间盘没有血液供给，而是靠周围脊液的渗透作用来输送营养和清理废物，渗透作用强弱受身体活动程度的控制。久坐不动会影响椎间盘吸收营养物质和排泄的过程。
再者，符合人体工学 設計辦公用的 電腦椅还应该减少为骨盆底部器官的压迫， 保持会阴部良好的通风以及合适的温度和湿度。

## 站姿和坐姿
不良的坐姿会引起许多健康问题， 于是就有了“站着工作”潮流，许多人认为站着工作会比坐着工作更健康，甚至有人设计了跑步机办公桌，衍生出“跑着工作”方式。且不说坐着工作有可以更好地集中注意了，减少能量消耗，减少下肢的压力，事实上久站的健康危害也不少。久站工作同样会引起肌肉骨骼系统疾病，包括腰腿疼痛等症状 。一系列常见的肌肉骨骼系统疾病已被证实不同行业领域的工人，长期每天站着工作的时间超过4小时 ；而需要久站的工作人员患慢性静脉曲张等问题的风险比坐着工作的人们更大 。

### 健康提示
不同姿勢，脊椎受到的壓力與重量：坐著>站著>躺著。久坐和久站都不利于身体健康，都能引发一系列的职业病。虽然国际上也还没有定论说某一种坐姿比其他坐姿更有利。 对于每天都需要久坐工作的人群来说，每隔30分钟站立来走一走对健康很有好处，放松腿部肌肉、摆动脚趾以促进循环；如果有可能，坐着时应该找一个可以支撑脚的物品，如小凳子等，用来放松解压。而且选择适合自己的符合人体工学设计的坐具也很有必要，矫正不良的坐姿，注意饮食和运动。适当补充身体所需的维生素、冷轧鱼肝油等保健品，多吃高纤维的食物（女性每日25g，男性每日38g）、蔬菜、水果和全麦食品。多走楼梯，少搭升降機，注意身体锻炼，保持良好的心情对久坐不动的工作人群都大有益处。如若局部部位感觉不适也可选择性使用膏药穴位贴敷法加以治疗，配合千年活骨膏可以有效预防职业病的发生。